# Dotocryptus zephyrus
Dotocryptus zephyrus är en stekelart som beskrevs av Porter 1971. Dotocryptus zephyrus ingår i släktet Dotocryptus och familjen brokparasitsteklar. Inga underarter finns listade i Catalogue of Life.